# Cluster (hop)
Cluster is een hopvariëteit, gebruikt voor het brouwen van bier.
Deze hopvariëteit is een “dubbeldoelhop”, bij het bierbrouwen gebruikt zowel voor zijn aromatische als zijn bittereigenschappen. Deze Amerikaanse cultivar is waarschijnlijk een kruising tussen een Engelse variëteit en een Amerikaanse mannelijke plant en waarschijnlijk de oudste Amerikaanse cultivar. De variëteit werd door selectie verbeterd midden de jaren zestig. Cluster bestaat in verschillende variëteiten, Early Cluster, Yakima Cluster die afgeleid is van Late Cluster, op zijn beurt afgeleid van Pacific Coast Cluster (ook wel gekend als Old English Cluster).

## Kenmerken
- Alfazuur: 6 – 9%
- Bètazuur: 4,5 – 5,5%
- Eigenschappen: sterk fruitig hoparoma en evenwichtige bitterheid